# IJCAI Computers and Thought Award
Der IJCAI Computers and Thought Award ist ein Preis für junge Wissenschaftler auf dem Gebiet der Künstlichen Intelligenz (KI) der International Joint Conferences on Artificial Intelligence Organization (IJCAI). Er wird seit 1975 alle zwei Jahre auf den IJCAI-Konferenzen verliehen.
Er wurde ursprünglich aus den Tantiemen des Buches Computers and Thought (herausgegeben von Edward Feigenbaum und Julian Feldman) finanziert.

## Preisträger
- 1971 Terry Winograd
- 1973 Patrick Winston
- 1975 Chuck Rieger
- 1977 Douglas Lenat
- 1979 David Marr
- 1981 Gerald Sussman
- 1983 Tom M. Mitchell
- 1985 Hector Levesque
- 1987 Johan de Kleer
- 1989 Henry Kautz
- 1991 Rodney Brooks und Martha E. Pollack
- 1993 Hiroaki Kitano
- 1995 Sarit Kraus und Stuart J. Russell
- 1997 Leslie Kaelbling
- 1999 Nicholas Jennings
- 2001 Daphne Koller
- 2003 Tuomas Sandholm
- 2007 Peter Stone
- 2009 Carlos Guestrin und Andrew Ng
- 2011 Vincent Conitzer und Malte Helmert
- 2013 Kristen Grauman
- 2015 Ariel D. Procaccia
- 2016 Percy Liang
- 2017 Devi Parikh
- 2018 Stefano Ermon
- 2019 Guy Van den Broeck
- 2020 Piotr Skowron
- 2021 Fei Fang
- 2022 Bo Li
- 2023 Pin-Yu Chen
- 2024 Nisarg Shah
- 2025 Aditya Grover